# Ethel Voynich
Ethel Lilian Voynich, född Boole 11 maj 1864, död 27 juli 1960, var en irländsk-brittisk författare och musiker och anhängare av olika revolutionära idéer. Hon föddes i Cork, men växte upp i Lancashire, England. Voynich var en betydelsefull person inom viktorianska litterära kretsar, men även inom den ryska immigrantmiljön. Hennes mest kända verk är The Gadfly, som blev mycket populär, särskilt i Ryssland.

## Biografi
Ethel Lilian Boole föddes den 11 maj 1864 i Lichfield Cottage i Ballintemple i Cork. Hon var yngsta dotter till den engelska matematikern George Boole och den engelska matematikern och pedagogen Mary Everest. Mary Everest var systerdotter till George Everest, och hon var verksam som skribent för tidskriften Crank.  Fadern dog sex månader efter att hon föddes varpå modern återvände till sitt hemland England med sina döttrar. Där kunde hon leva på en liten statlig pension fram tills att hon utsågs till bibliotekarie vid Queen's College i London. När hon var åtta år fick Ethel erysipelas, en sjukdom som berodde på dåliga sanitära förhållanden. Då bestämde hennes mamma sig för att skicka dottern till Lancashire, där Ethels morbror bodde, som var föreståndare för en kolgruva. Han beskrevs som religiös fanatiker och sadist, som agade sina barn och tvingade Ethel att spela piano i flera timmar i sträck. I tioårsåldern återvände Ethel till London. Hon var tillbakadragen, klädde sig i svart och kallade sig "Lily".
I 18-årsåldern fick hon ett arv, vilket gav henne möjligheten att gå på musikhögskolan i Berlin, där hon studerade mellan 1882 och 1885. Det var under denna period som hon började intressera sig för revolutionär politik. När hon hade återvänt till London lärde hon känna Sergej Kravtjinskij, även känd som Stepnjak. Han lärde henne ryska och uppmuntrade henne att resa till Ryssland. Mellan 1887 och 1889 arbetade hon som guvernör i Sankt Petersburg, där hon bodde hos Kravtjinskijs svägerska, Preskovja Karaulov. Genom henne lärde hon känna den revolutionära grupperingen narodniker. Efter att hon hade kommit tillbaka till Storbritannien bosatte hon sig i London, där hon blev aktiv inom den prorevolutionära verksamheten. Tillsammans med Kravtjinskij grundade hon Society of Friends of Russian Freedom och hjälpte till med redigeringen av den engelskspråkiga tidskriften "Free Russia".
År 1890 träffade hon den polska revolutionären Michal Habdank-Wojnicz, som hade rymt från ett fångläger i Sibirien. Han blev Ethel Booles livspartner och år 1902 gifte de sig. 1904 ändrade Wojnicz sitt namn till Wilfred Michael Voynich, som lät mera engelskt. Han arbetade på en antikvarisk bokhandel och kom så småningom att ge ut "Voynichmanuskriptet".
Ethel Voynich publicerade 1897 "The Gadfly", en roman som omedelbart blev en internationell succé. Hon publicerade ytterligare tre romaner: Jack Raymond (1901), Olive Latham (1904) och An Interrupted Friendship (1910), men ingen nådde samma popularitet som hennes första bok.
1920 emigrerade familjen Voynich till USA, efter att Wilfred hade flyttat huvudenheten av sin bokverksamhet till New York. Ethel kom från och med då att ägna sig mer åt musiken. Hon arbetade på en musikskola, även om hon också fortsatte att arbeta som översättare från ryska, polska och franska. Hon publicerade år 1945 en sista roman, med titeln "Put off thy Shoes".
I Sovjetunionen var "The Gadfly" mycket populär även om Voynich själv inte var medveten om det, fram till dess då hon fick besök av en rysk diplomat, som berättade för henne hur högt hon värderades i Sovjet.
Ethel Lilian Voinich dog 27 juli 1960, när hon var 96 år gammal. Hon hade önskat sig att hon skulle bli kremerad, och hennes aska spreds över Central Park i New York.

## Utmärkelser
Nedslagskratern Voynich på planeten Venus är uppkallad efter henne.

### The Gadfly
Voynichs mest kända verk är "The Gadfly", som var hennes första roman och publicerades 1897 först i USA och kort därefter i Storbritannien. Romanen handlar om en internationell revolutionär i Italien och baserar sig löst på Giuseppe Mazzinis liv. Romanen blev mycket populär i Sovjetunionen, den var en storsäljare och inkluderades även i den obligatoriska läsningen då den ansågs ha rätt ideologi. Av liknande skäl blev romanen också populär i Folkrepubliken Kina. Vid tiden för Voynichs död uppskattades det att The Gadfly hade sålt upp till 2 500 000 exemplar i Sovjetunionen. Det gjordes även två ryska filmer baserade på romanen, en 1928 och en 1955.

### Övriga romaner
Voynichs övriga fyra romaner uppnådde aldrig samma succé som The Gadfly, men två av dem spann vidare på berättelsen i den. An Interrupted Friendship (1910) berättar historien om protagonisten i The Gadfly. Put off thy Shoes, Voynichs sista roman, fokuserar på protagonistens släktingars och förfäders liv och är en lång krönika som spänner sig över flera generationer och utspelar sig på 1700-talet.
Voynich gav också ut romanerna Jack Raymond (1901) och Olive Latham (1904).

### Musik
Voynich började komponera musik omkring 1910. Under första världskriget var hon med i Society of Women Musicians. Efter flytten till New York ägnade hon sig mer åt musiken och hon gjorde många bearbetningar av redan befintliga verk. År 1931 publicerade hon en redigerad volym av ett av Chopins verk.  Mellan 1933 och 1943 arbetade hon på Pius X School of Liturgical Music, i Manhattan. Under tiden komponerade hon ett antal kantater och andra verk som framfördes på kollegiet, däribland Babylon, Jerusalem, Epitaph in Ballad Form och The Submerged City. Dessutom forskade hon i musikhistoria. En stor del av hennes kompositioner förblev dock opublicerade.

## Verk
- Stories from Garshin (1893)
- The Gadfly (1897)
- Jack Raymond (1901)
- Olive Latham (1904)
- An Interrupted Friendship,  (ryska "Овод в изгнании" (som betyder "Gadfly i exil") (1910)
- Put of Thy Shoes (1945)